# Loeselia amplectens
Loeselia amplectens là một loài thực vật có hoa trong họ Polemoniaceae. Loài này được (Hook. & Arn.) Benth. ex DC. mô tả khoa học đầu tiên năm 1845.